# Centro Universitário Mario Pontes Jucá

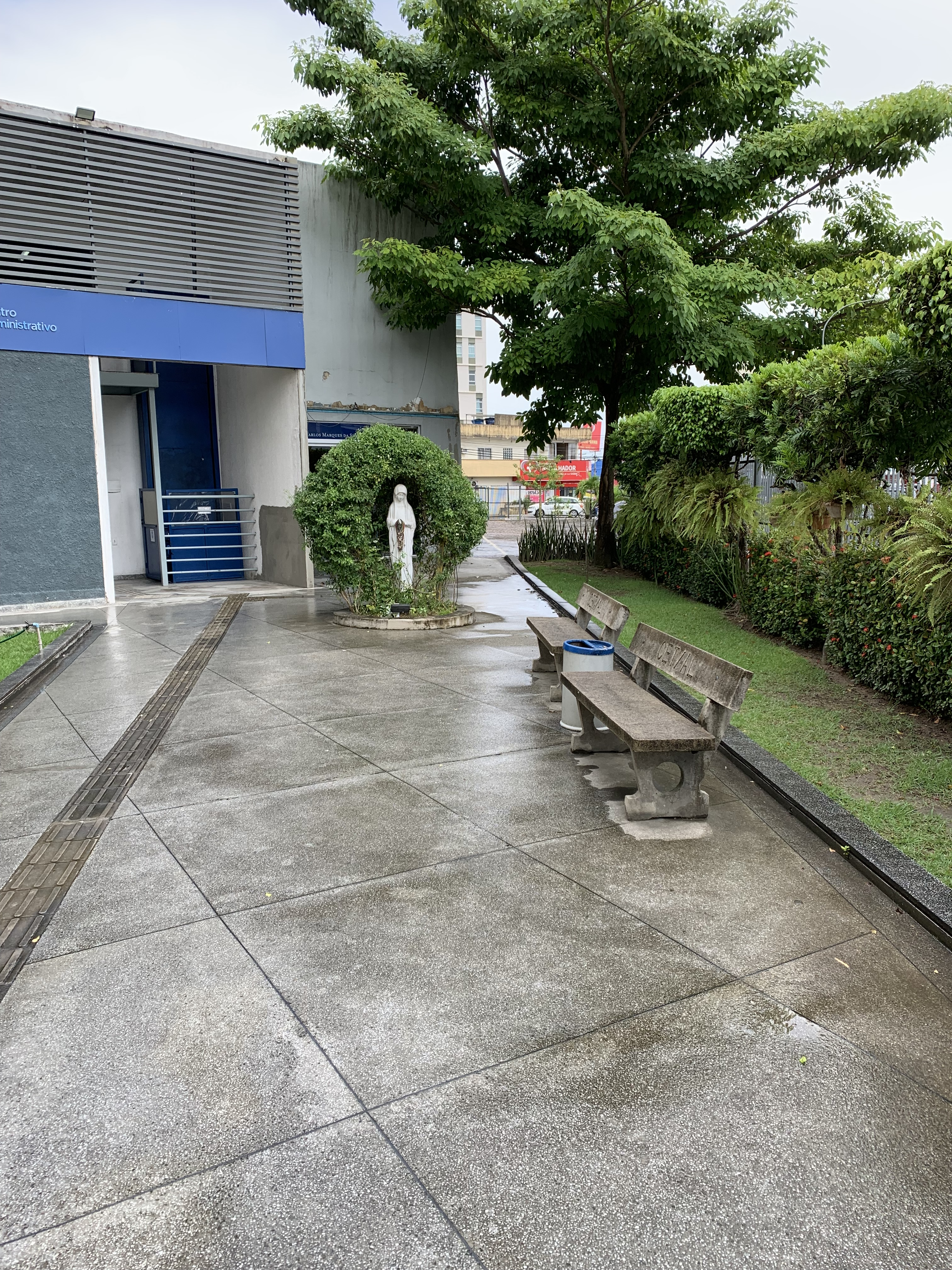
Detalhe de dentro da faculdade.

O Centro Universitário Mario Pontes Jucá (UMJ), anteriormente conhecida como Faculdade de Tecnologia de Alagoas (FAT), é uma instituição tradicional e privada localizada em Maceió, Alagoas.
A história da UMJ começou em janeiro de 1996, quando foi criada a Fundação Alagoana de Pesquisa, Educação e Cultura (FAPEC), com foco em iniciativas voltadas para o desenvolvimento da sociedade local. Em 1999, a FAPEC obteve autorização da Secretaria da Educação e do Desporto do Estado de Alagoas para credenciar o Centro de Educação Tecnológica de Alagoas (CET), permitindo a oferta de cursos técnicos de nível médio.
No ano de 2002, a FAPEC conseguiu o credenciamento junto ao Ministério da Educação (MEC) para a criação da Faculdade de Tecnologia de Alagoas (FAT), autorizada a oferecer cursos de graduação. A instituição foi reconhecida em avaliações nacionais, sendo credenciada como Centro Universitário Mario Pontes Jucá (UMJ).

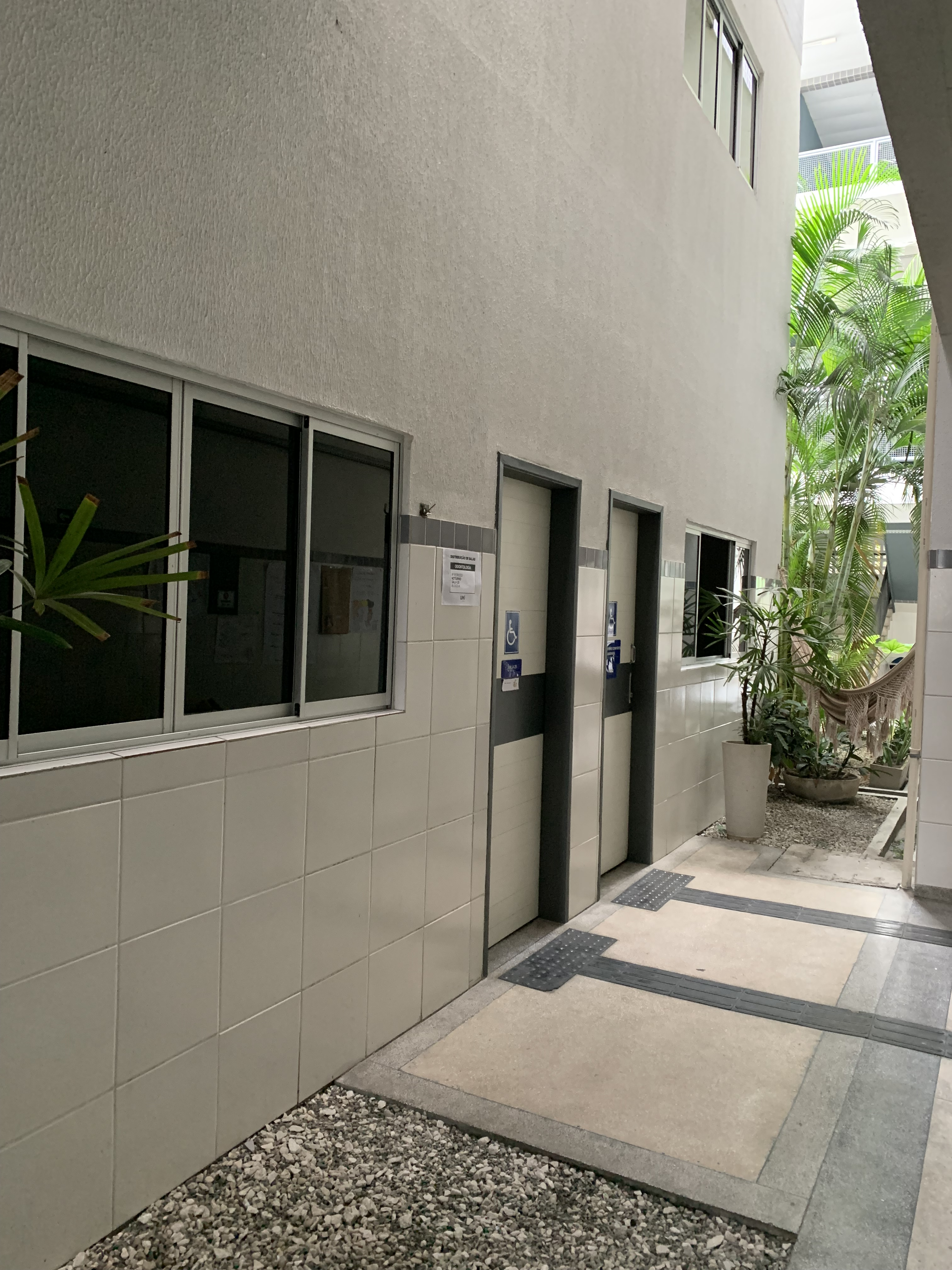
Vista do interior dos corredores do Centro Universitário, bastante arborizada e com redes de descanso.

Atualmente, a UMJ oferece cursos de bacharelado, licenciatura, tecnologia, além de pós-graduações e MBA. Também desenvolve atividades de extensão por meio de unidades assistenciais ligadas à comunidade. A infraestrutura da UMJ conta com áreas arborizadas que visam proporcionar um ambiente de bem-estar para a comunidade acadêmica.
Foi considerada entre as dez melhores universidades de Alagoas segundo MEC, ficando em sétimo lugar.

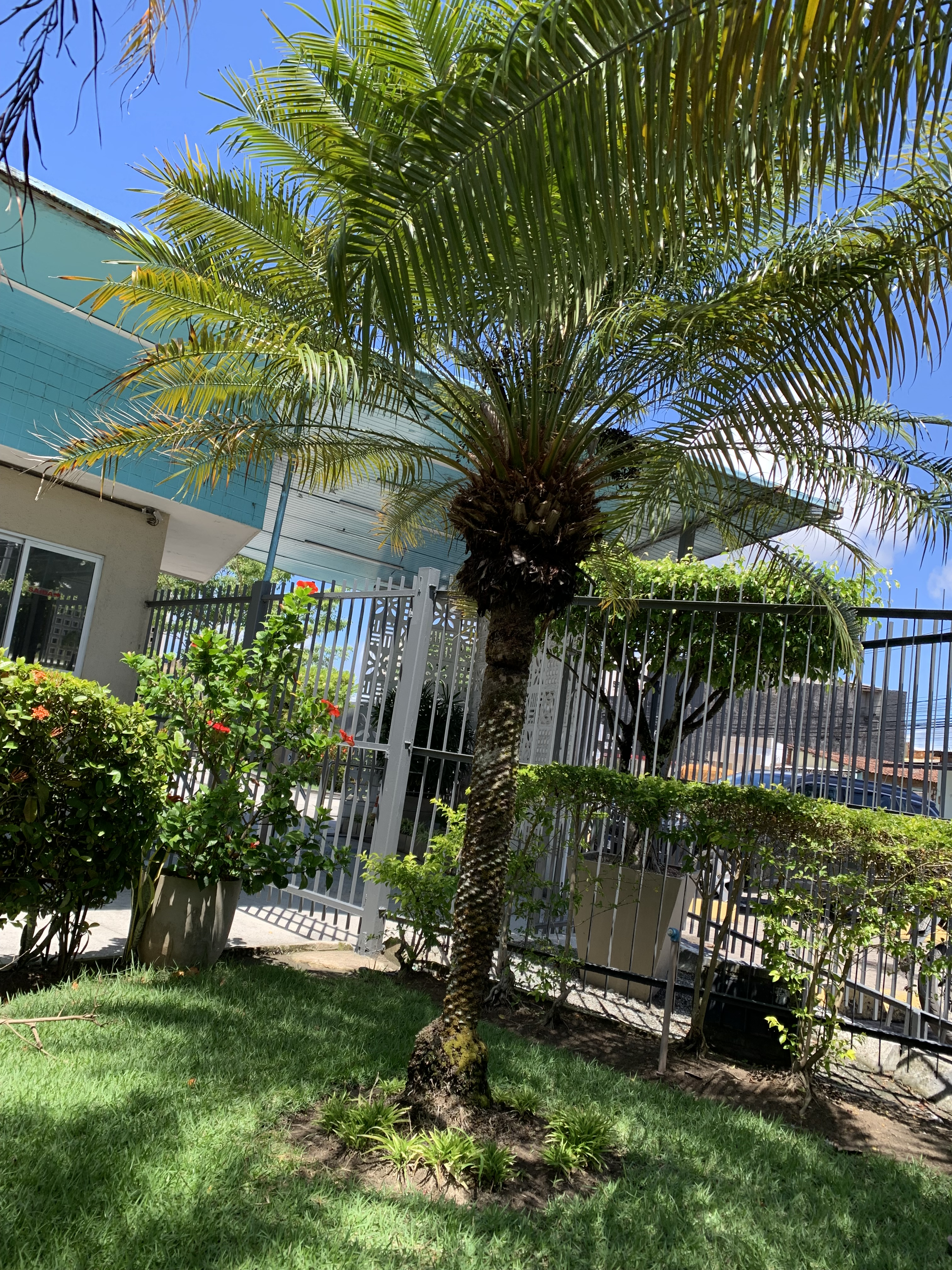
Imagem do jardim do Centro Universitário.

A gestão da instituição é liderada pelo Reitor Prof. Mario César Jucá, com o Vice-Reitor Prof. Mario César Jucá Filho, e a Pró-Reitoria de Gestão sob a responsabilidade de Alberto Jorge Omena Vasconcellos.